# DW Близнецов
DW Близнецов (лат. DW Geminorum, HD 258476) — одиночная переменная звезда в созвездии Близнецов на расстоянии приблизительно 984 световых лет (около 302 парсек) от Солнца. Видимая звёздная величина звезды — от +11,9m до +8,5m.

## Характеристики
DW Близнецов — красная пульсирующая медленная неправильная переменная звезда (LB) спектрального класса M3-M7, или M3, или M4, или M6, или M7, или M8. Эффективная температура — около 3299 К.